# T-43 (航空機)
T-43
T-43
- 用途：練習機
- 製造者：ボーイング社
- 運用者： アメリカ合衆国（アメリカ空軍)
- 初飛行：1973年4月10日
- 生産数：19機
- 生産開始：1973年
- 運用開始：1973年
- 退役：2010年9月17日
- 運用状況：退役

T-43とはアメリカ空軍が運用していた機上航法訓練機・練習機。ボーイング737-200を基にしたものであり、主に機上航法・電子装置操作の訓練に用いられた。非公式な愛称として、ゲイター（Gator,navigatorより）やフライング・クラスルーム（Flying Classroom）があった。

## 概要
第二次世界大戦後、電子航法装置と電波航法は格段の進歩を遂げていた。機上の航法装置は複雑になり、その操作教育・訓練についても充分な機材が必要とされるようになった。1970年代のアメリカ空軍においてはT-29を用いていたが、旧式化したために、これを更新することとなった。ボーイング737-200とDC-9が比較検討され、1971年5月にボーイング737-200の採用が決定された。T-43Aと命名され、1973年4月10日に初飛行が行われ、部隊配備が開始された。
機体の外見は、アンテナが増備され、窓が減った以外は737-200からほとんど変化はない。ただし、燃料タンクは増量されている。機内には訓練生用のコンソールが12席と他に錬度が異なる訓練生用のコンソールが4席ある。通常の訓練生のコンソールは4席が背中合わせに一組となっており、その真ん中に教官が位置し、各訓練生を指導することとなる。
訓練機材はINS、LORAN、VOR、TACAN、電波高度計、地上走査レーダーなどであり、現在は訓練に使用されないものの天文航法用のペリスコープ型の六分儀も5基備えてある。
1973年から1974年にかけて19機が製造され、6機がアメリカ南方軍向けのCT-43輸送機に改装されている。
なお、1996年4月3日にアメリカ合衆国商務長官のロン・ブラウンが搭乗したCT-43がクロアチアで墜落している。（アメリカ空軍IFO-21便墜落事故）
2010年9月17日の飛行をもって退役している。

## 要目
- 全長：30.48m
- 全幅：28.2m
- 全高：11.8m
- 自重：31.1t
- エンジン：P&W JT8D-9Cターボファンエンジン（推力 6.5t）2基
- 最大速度：904km/h
- 航続距離：4,830km
- 乗員：2名 教官3名+訓練生12名+他4名

## 各型
T-43A
練習機型、19機製造。
CT-43A
輸送機型、6機改装。
NT-43A
レーダー試験機型(SN 73-1155) 、1機改装。